# Ger van Norden
Ger C. van Norden (Amsterdam, 1927 – Heerenveen, 9 januari 2012) was een Nederlandse kunstschilder en graficus. 
Hij was een van de grondleggers van de in 1985 opgerichte bond van beeldkunstenaars Fria uit protest tegen het beleid van provincie Friesland om het gereserveerde geld voor kunstaankopen vooral te besteden bij BKR-kunstenaars. 
Hij volgde van 1944 tot 1946 aan de Amsterdamse grafische school onder meer een opleiding reproductietekenen en ontwerpen. Daarna doorliep hij de Kunstnijverheidsschool, de huidige Rietveldacademie. Aansluitend volgde hij een opleiding tot tekenleraar. 
Door de jaren heen had hij tal van exposities in Nederland, België, Duitsland en Frankrijk. Zijn werk kan omschreven worden als figuratief werk met soms surrealistisch tintje.

## Trivia
- Naar aanleiding van zijn tentoonstelling in het Groningse Grafisch Museum verscheen in 2001 het boek Ger C. van Norden: eigenzinnige figuratie van auteur Didi Loman
- Het oud-Friese woord fria staat voor vrij.